# Il castello (film 2001)
Il castello (The Last Castle) è un film del 2001 diretto da Rod Lurie con Robert Redford, James Gandolfini, Mark Ruffalo e Delroy Lindo.
Alcune riprese sono state effettuate presso il Penitenziario Statale del Tennessee a Nashville, struttura già utilizzata per i film Il miglio verde e Difesa ad oltranza.

## Trama
Eugene Irwin, popolare generale dell'Esercito degli Stati Uniti, viene condannato dalla corte marziale per aver infranto gli ordini e causato la morte di otto uomini. La condanna è stabilita in un periodo di reclusione di 10 anni da scontare in un carcere militare di massima sicurezza. Direttore del carcere è il colonnello Winter, grande ammiratore del generale Irwin, ma che cambia opinione subito dopo l'accoglienza: il colonnello non ha mai partecipato a una battaglia e viene ferito dai commenti del generale sulla sua collezione di reperti bellici, considerati oggetti senza valore per un combattente.
Non tutti i carcerati porgono a Irwin il rispetto che merita un uomo del suo valore, ma poco alla volta riesce ad attirare le simpatie degli altri prigionieri. Il detenuto Aguilar più volte porge il saluto militare al generale per questo verrà punito severamente dal colonnello Winter, facendolo rimanere in posizione di saluto militare per tutta la notte sotto un'incessante pioggia. La pratica di saluto è infatti vietata dalle regole carcerarie e Irwin si ritroverà a contraddire i metodi adottati, finendo a sua volta punito.
Continuando a vedere atti di crudeltà all'interno del penitenziario, Irwin tenta di unire i detenuti attraverso la ricostruzione del vecchio muro del castello, infondendo fiducia agli altri e formando intorno a lui un nuovo battaglione di commilitoni: i carcerati, legati dalla stessa sorte e dall'amicizia. Winter non gradisce la formazione di questo nuovo gruppo e ordina la distruzione del muro con un bulldozer di fronte a tutti i carcerati. Aguilar si oppone ponendosi di fronte al mezzo e viene ucciso da un proiettile di gomma sparato alla testa, su ordine di Winter.
Dopo la morte di Aguilar il muro viene distrutto e questi eventi uniscono ancora di più l'animo dei detenuti che ricominciano la costruzione, costringendo Winter a cercare un compromesso con il generale, ma Irwin rifiuta chiedendo le sue dimissioni. Dopo aver studiato le mosse di attacco delle guardie carcerarie, Irwin decide di occupare il castello per forzare la rimozione del direttore e avviare un'inchiesta giudiziaria sugli eventi accaduti. Il detenuto Yates, fingendosi spia, riesce a prendere la bandiera dall'ufficio del direttore, il quale, venuto a conoscenza del furto, ordina una perquisizione dell'intero carcere confinando i detenuti nel cortile. La mossa, prevista da Irwin, dà modo di avviare gli attacchi e contemporaneamente di avvisare il generale Wheeler con una telefonata effettuata da un detenuto che, fingendosi un componente dello staff di Winter, farà in modo che la polizia militare muova verso il penitenziario per aiutare a sedare la rivolta. Con vari mezzi i detenuti riescono a bloccare le forze di sicurezza, distruggere le torri e occupare il cortile.
Winter riesce però a sedare la rivolta prima dell'arrivo della polizia militare, ma Irwin decide comunque di innalzare la bandiera. Winter ordina di ucciderlo e di fronte al rifiuto dei suoi uomini decide di uccidere di persona il generale. Winter verrà così arrestato dalla sua stessa guardia e mentre il colonnello viene portato via in manette, le immagini scorrono su Irwin morente che riesce ad alzare la bandiera americana; non capovolta, come era stato progettato col significato di pericolo e di richiesta di aiuto, ma in posizione naturale, affermando che – nonostante la rivolta – i detenuti si erano arresi, in attesa della polizia militare. Il film si conclude sul nuovo muro costruito dai detenuti come memoriale dei compagni caduti, con i nomi di Irwin e Aguilar tra quelli incisi sulle pietre.

## Premi
Il film ha vinto il premio "Best Fire Stunt" ai World Stunt Awards del 2002, per la scena in cui sei carcerati vengono travolti dal fuoco scaturito dalla bomba che loro stessi stavano preparando, dopo che questa è stata colpita da un colpo di fucile da una delle guardie.

## Distribuzione
Prima del rilascio, DreamWorks ha ritirato dalla circolazione il poster originale, che raffigurava una bandiera americana che sventola capovolta (una chiamata di soccorso standard), a causa delle preoccupazioni sulla sensibilità pubblica relativa agli attacchi dell'11 settembre.
Il film è uscito il 19 ottobre 2001 in 2.262 sale nordamericane, incassando $ 7.088.213 nel weekend di apertura con una media di $ 3.133 per sala. La distribuzione durò 63 giorni (9 settimane), chiudendo il 20 dicembre 2001, con un totale interno lordo di $ 18.244.060. Il film ha incassato 9.398.647 dollari all'estero, con il guadagno più basso in Egitto (5.954 dollari) e il più alto (1.410.528 dollari) in Germania.
In Italia il film uscì il 19 luglio 2002.